# Polysteganus praeorbitalis
Polysteganus praeorbitalis är en fiskart som först beskrevs av Günther, 1859.  Polysteganus praeorbitalis ingår i släktet Polysteganus och familjen havsrudefiskar. Inga underarter finns listade i Catalogue of Life.